# 先節

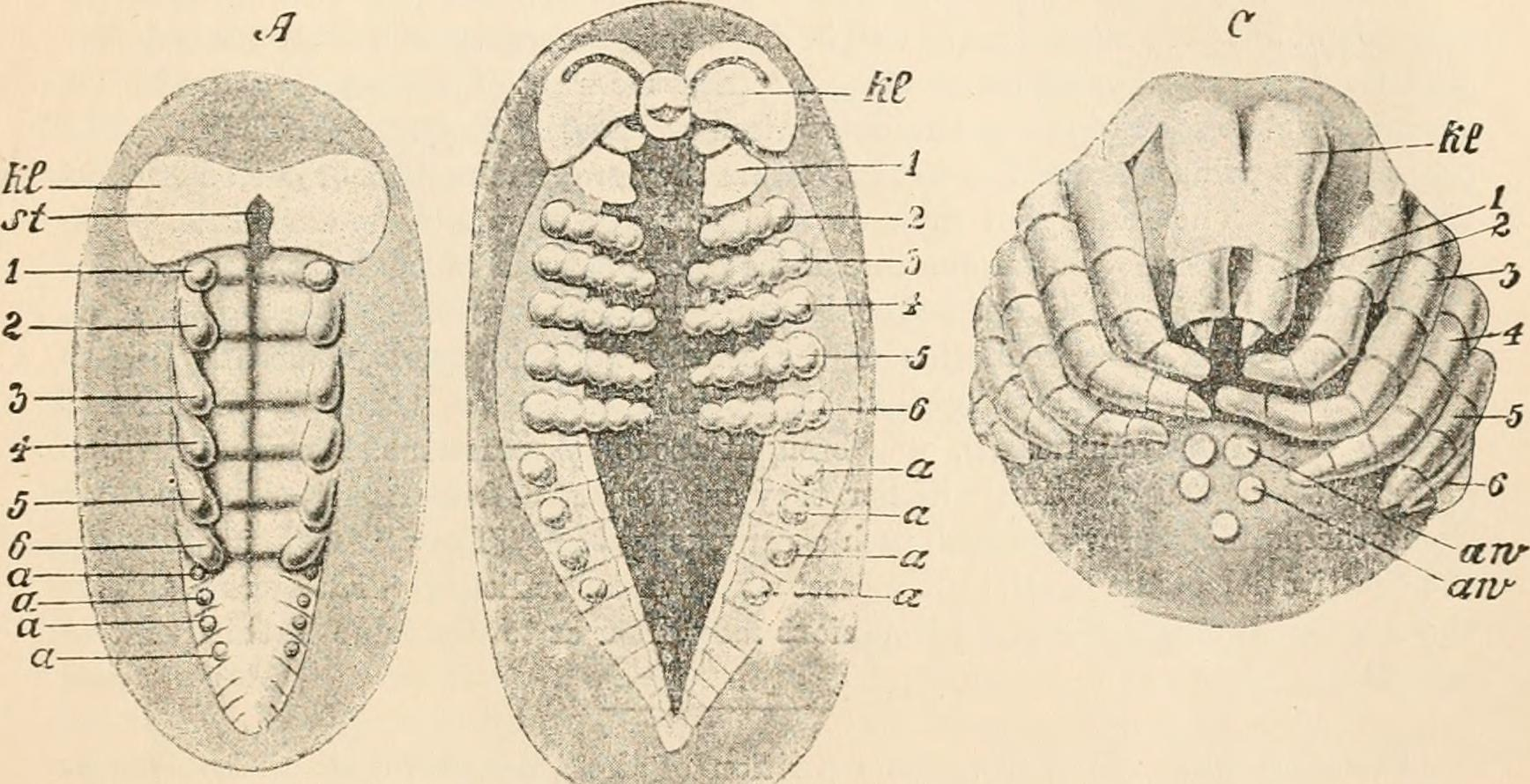
クモの胚の先節（fl）

先節（せんせつ、英語: ocular somite, 旧称: acron）とは、節足動物・有爪動物・緩歩動物・葉足動物を含む汎節足動物の体において、眼や口を有し、頭部もしくはその一部を構成する先頭の体節構造である。

## 概要

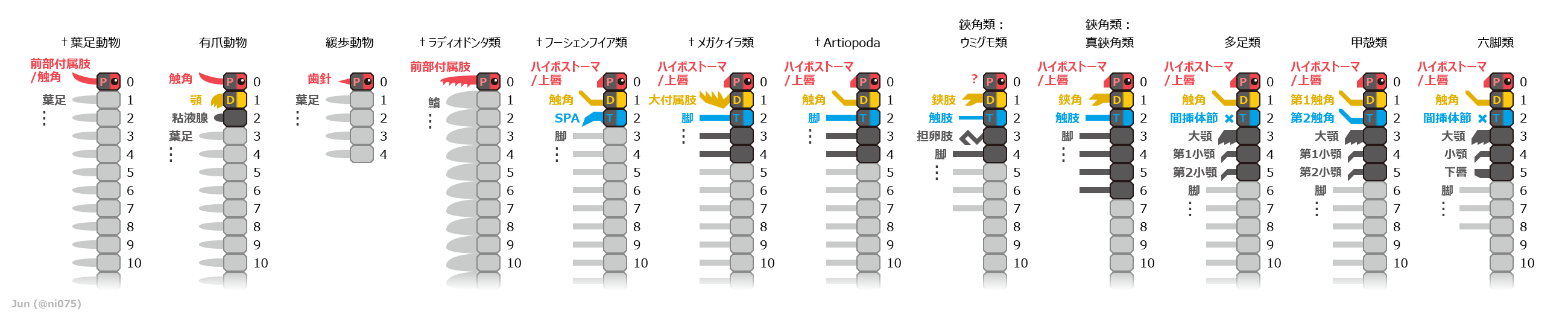
様々な汎節足動物における前部の体節と付属肢の対応関係（葉足動物・有爪動物・緩歩動物以外の図は節足動物）[5]†：絶滅群、0：先節、暗灰色：頭部、P/赤色：前大脳性、D/黄色：中大脳性、T/青色：後大脳性

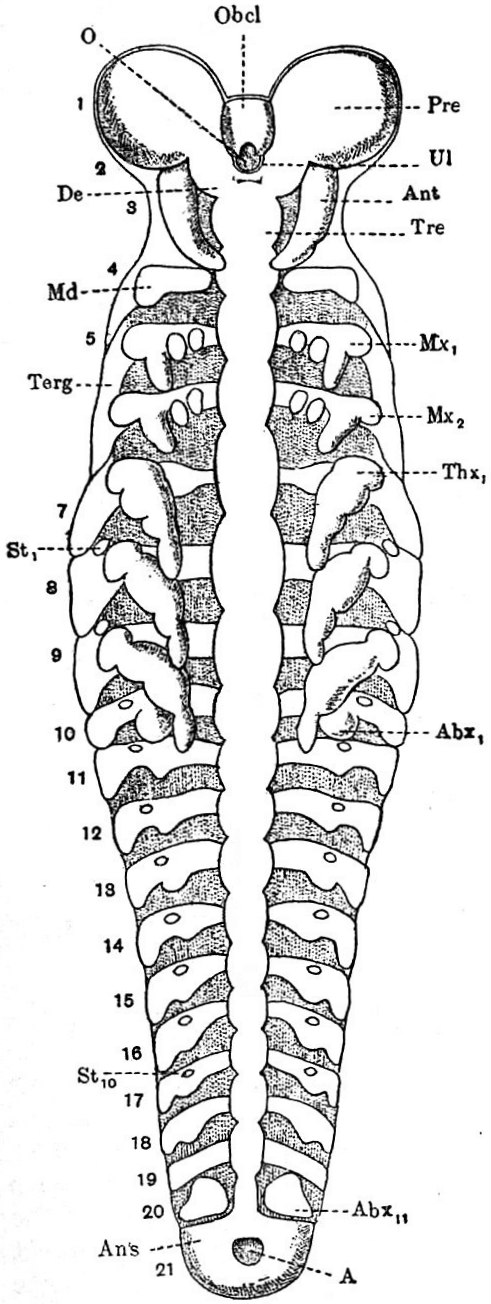
昆虫の胚の先節（Pre）、上唇（Obcl）と口（O）

節足動物（昆虫・甲殻類・クモ・ムカデなど）・有爪動物（カギムシ）・緩歩動物（クマムシ）・葉足動物（アイシェアイア・ハルキゲニアなど）に構成される汎節足動物は、体節制をもつ動物で、体は前後で数多くの体節（somite）の繰り返しでできている。その中で、前大脳（protocerebrum）・眼・口が由来する先頭の体節が先節である。先節は主に初期胚で顕著に見られ、この段階では先節の大部分が1対の丸い構造体（frontal lobes, head lobes, ocular lobes）として現れる。発生が進む度にこの構造体は徐々に一体化して、有爪動物と節足動物の場合は口が腹面から直後の体節まで移行し、先節も徐々にその体節と融合する。また、現生汎節足動物の中で、先節の付属肢は有爪動物のみ外見から顕著に認められるが、節足動物の上唇と緩歩動物の歯針は、高度に特化した先節由来の付属肢と考えられる（詳細は後述）。
汎節足動物の先節は真の体節として認められるが、体節を数える場合は一般に「第0節」（somite 0）などとして区別され、直後の中大脳性体節から第1体節と数えられる。また、先節は一般に単一の体節とされており、この解釈を踏まえて先節を「第1体節」と数えられる場合もあるが、前大脳の一部の遺伝子発現と古生物学的証拠を基に、元は前後2節であった可能性も示唆される。この場合、付属肢・口・中眼に対応する前大脳の前半部は prosocerebrum（体節もしくは非体節性の部分扱い）、側眼に対応する前大脳の後半部は原脳（archicerebrum）（もしくは狭義の前大脳）とされる。
21世紀以前では、汎節足動物と環形動物の類縁関係（体節動物説、詳細は汎節足動物#変動の経緯を参照）は主流だったため、汎節足動物の先節は環形動物の口前葉（prostomium）に相同とされ、統一の名称（acron）で呼ばれていた。しかし、汎節足動物と環形動物は別系統だと判明し、それぞれ脱皮動物と冠輪動物として分けられる21世紀以降では、先節は一般に口前葉とは別器官とされ、別の呼称（ocular somite, ocular/protocerebral region）で区別されるようになっている。

## 節足動物の場合

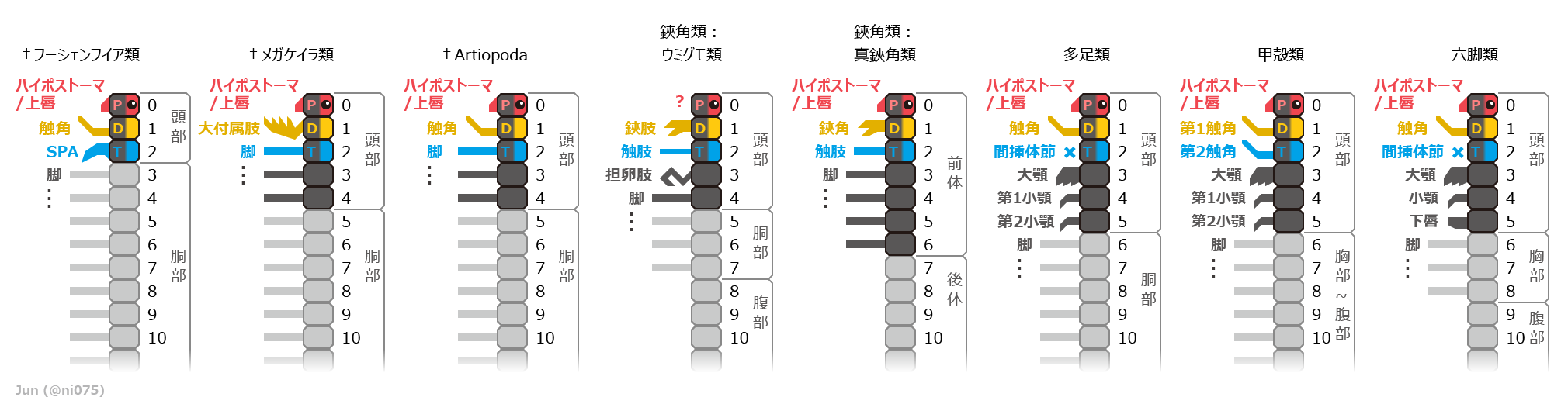
真節足動物の合体節[5]†：絶滅群、0：先節、暗灰色：頭部融合節、P/赤色：前大脳性、D/黄色：中大脳性、T/青色：後大脳性

節足動物の場合、全ての現生群（鋏角類・多足類・甲殻類・六脚類）を含んだ真節足動物の先節は独立せず、常に直後2節以上の体節と融合し、頭部や前体などという合体節（頭部融合節）構成する。また、先節の神経節（前大脳）だけでなく、直後の第1-2体節の神経節も脳神経節（中大脳 deutocerebrum と後大脳 tritocerebrum）となり、真節足動物として特徴的な3節の脳（tripartite brain）を構成する。ラディオドンタ類などの基盤的な節足動物の場合、頭部の体節が真節足動物より少ないとされるが、これは文献により先節のみ、もしくは先節と第1体節を含むと解釈される。

現生節足動物の胚における先節の上唇と口の移行

真節足動物の胚発生の初期では、先節の腹面は口の直前に1対の肢芽状の上唇（labrum）がある。しかし発育が進む途端、これらの部分は先節の前腹面から徐々に中大脳性な第1体節より後方の腹面まで占め込んで、上唇もお互いに1つの構造体に融合する。そのため、節足動物の胚発生以降の口と上唇は、外見上では第1体節/中大脳性の付属肢（鋏角・第1触角など）より後ろにあるように見えるが、実際にはそれより前の先節由来の構造である。
真節足動物の先節直後にあり、それぞれ中大脳と後大脳をもつ第1と第2体節は、通説ではそれ以降の体節に連続相同（同種類の構造の繰り返し）とされる。すなわちこれらの体節は、頭部が先節/前大脳のみをもつ基盤的な節足動物から頭部が複数の体節/3節の脳をもつの真節足動物に至る系統で、既存の胴節であった前2節が先節と融合し、二次的に頭部の一部に特化したものだと考えられる。一方、遺伝子発現の違い、および基盤的な節足動物の前大脳性付属肢と一部の真節足動物の中大脳性付属肢の類似（例えばラディオドンタ類の前部付属肢とキリンシアの前端の付属肢）を基に、これらの体節はそれ以降の体節に連続相同でなく、むしろ基盤的な節足動物から真節足動物に至る系統で、先節から分化して新たに形成した体節という異説もある。

### 付属肢との関係性

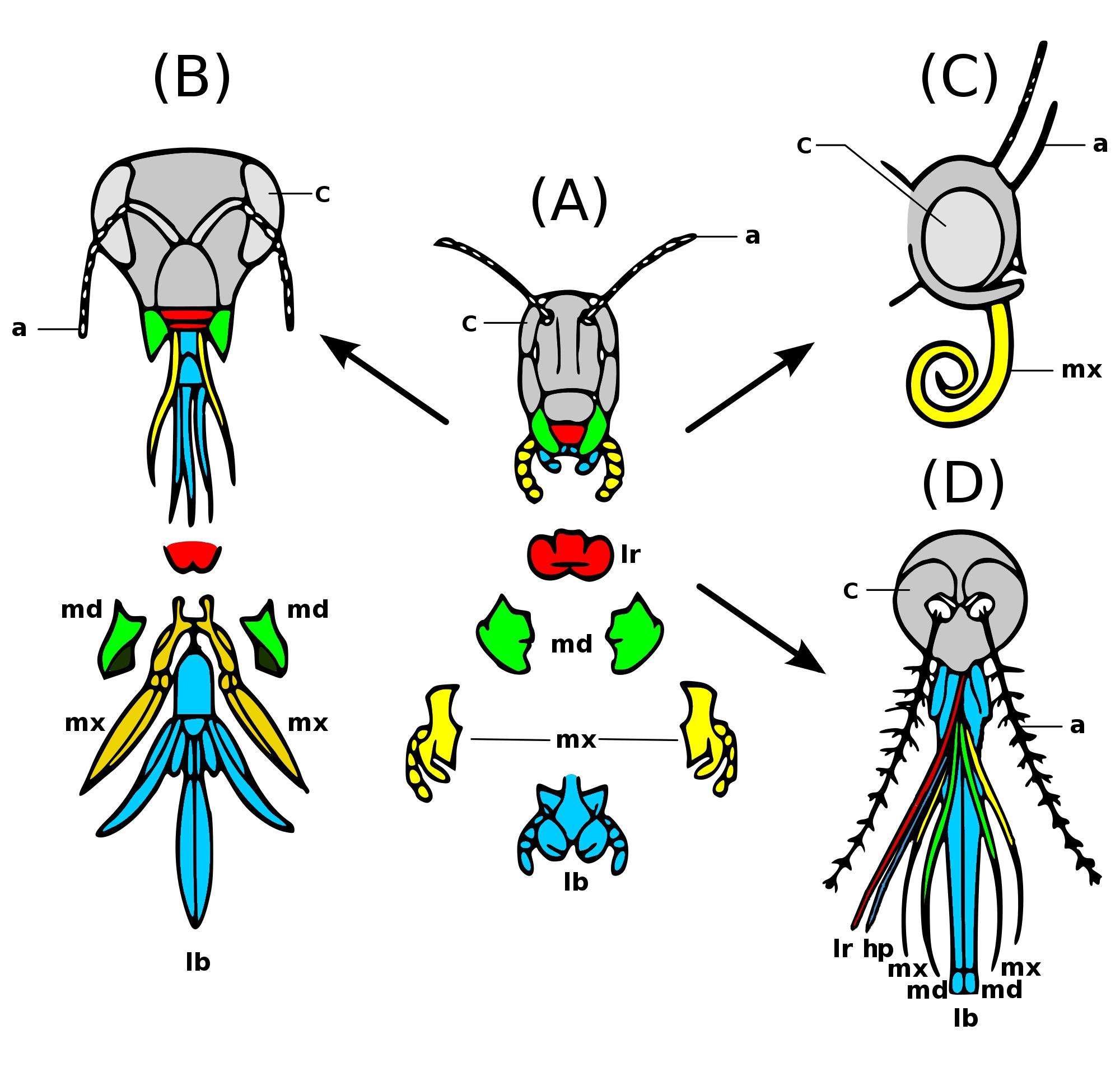
昆虫の上唇（赤、lr）

真節足動物の先節は、一見して付属肢をもたない。しかし前述の発生学と遺伝子発現の証拠によると、前述の上唇は有爪動物の触角と同様に先節由来で、極端に退化・融合した付属肢だと示唆される。ラディオドンタ類などの基盤的な節足動物の場合、上唇の代わりに1対の前部付属肢を先頭にもつ。これは一般に先節由来とされるが、第1体節由来とも考えられる。
一部の甲殻類（ムカデエビ、蔓脚類のノープリウス幼生など）に見られる額糸（frontal filament）は先節由来の1対の構造体であり、かつて付属肢とも考えられた。しかしこの解釈は前述の上唇の付属肢性と矛盾しているため、額糸はむしろ一部の化石節足動物（パンブデルリオン、カナダスピスなど）における先頭の単調な突起物、および有爪動物の同じ先節由来の口器最初の乳頭突起（後述）に相同で、先節由来の非付属肢性な構造だった可能性の方が高いとされる。
ウミグモの鋏肢神経は、外見上では脳の先頭に対応するため、一時的には前大脳性と解釈され、従って先節由来の付属肢という異説を提唱された。しかしこれは後にすぐホメオティック遺伝子と神経解剖学の再検討により否定され、その鋏肢に対応する脳神経節は前大脳ではなく、前方に曲がった中大脳（第1体節由来）だと判明した。

## 他の汎節足動物の場合
有爪動物（カギムシ）の場合、先節には1対の発達した触角をもち、直後の2体節（顎と中大脳をもつ第1体節、および粘液の噴射口をもつ第2体節）と融合して頭部を形成する。胚発生の初期では口が先節の腹面にあるが、発育が進む度に大きく陥入して第1体節/中大脳の後ろまで後退する。陥入部の外側は先節、第1と第2体節由来の乳頭突起（oral papillae）に囲まれ、外見上の「新しい口」を形成される。中大脳性な第1体節をもつという点は真節足動物に共通だが、一般に収斂進化の結果とされる。また、真節足動物の第1体節に似て、有爪動物のそれも通説では既存の胴節から二次的に頭部の一部に特化したものだと考えられる。ただしこれは真節足動物のように、先節から分化した可能性もあるとされる。
緩歩動物（クマムシ）の頭部は、かつては真節足動物のように脳は3節含め、すなわち頭部は先節と直後2節の体節を含む説もあったが、後に多方面（発生学・神経解剖学・遺伝子発現）な証拠に否定され、その脳は前大脳のみで、すなわち頭部は先節のみを含むだと判明した。これは葉足動物という、現生汎節足動物のそれぞれの初期系統に至るとされる絶滅群も同様とされ、汎節足動物の祖先形質を反映したと考えられる。緩歩動物の口器に内蔵した歯針（stylet）は、通説では先節由来の付属肢で、すなわち有爪動物と葉足動物の触角、および真節足動物の上唇に相同とされるが、この解釈は未だに発生学と遺伝子発現の証拠を欠けるため、確定的ではない。